# Australopithecus
Australopithecus ([ˌɒstrələˈpɪθᵻkəs], OS-trə-lə-PITH-i-kəs; do Latim Australis, 'do sul', e do Grego πίθηκος (transl. pithekos), 'macaco')) é um género de hominídeos primitivos que existiram na África durante o Plioceno e o Pleistoceno Inferior. Os generos Homo (que inclui os humanos modernos), Paranthropus, e Kenyanthropus evoluíram a partir de algumas espécies de Australopithecus. O Australopithecus é um membro da subtribo Australopithecina, que às vezes também inclui Ardipithecus, embora o termo "australopitecino" às vezes seja usado para se referir apenas a membros do Australopithecus. As espécies incluem A. garhi, A. africanus, A. sediba, A. afarensis, A. anamensis, A. bahrelghazali e A. deyiremeda. Existe um debate sobre se algumas espécies de Australopithecus deveriam ser reclassificadas em novos géneros, ou se Paranthropus e Kenyanthropus são sinónimos de Australopithecus, em parte devido à inconsistência taxonómica. O primeiro espécime do gênero foi descoberto em 1924, na África do Sul, descrito por Raymond Dart, que considerou o fóssil (crânio da criança de Taung) como um ancestral do gênero Homo.
Além disso, porque, por exemplo, A. africanus está mais intimamente relacionado, por exemplo, com os humanos, ou com os seus antepassados da época, do que, por exemplo, A. anamensis e muitos outros ramos do Australopithecus , o Australopithecus não pode ser consolidado num agrupamento coerente sem incluir também o género Homo e outros gêneros.[carece de fontes?]
O primeiro membro conhecido do gênero, A. anamensis, existiu na África oriental há cerca de 4,2 milhões de anos. Os fósseis de Australopithecus tornam-se mais amplamente dispersos por toda a África oriental e meridional (o A. bahrelghazali indica que o gênero era muito mais abrangente do que o registro fóssil sugere), antes de eventualmente se tornar pseudo-extinto há 1,9 milhão de anos (ou 1,2 a 0,6 milhão de anos atrás, caso se considere também o Paranthropus). Embora nenhum dos grupos atribuídos diretamente a este grupo tenha sobrevivido, o Australopithecus deu origem a descendentes vivos, já que o gênero Homo emergiu de uma espécie de Australopithecus em algum momento entre 3 e 2 milhões de anos atrás.
O Australopithecus possuía dois dos três genes duplicados derivados do SRGAP2 há cerca de 3,4 e 2,4 milhões de anos (SRGAP2B e SRGAP2C), o segundo dos quais contribuiu para o aumento no número e na migração de neurônios no cérebro humano. As alterações mais significativas na mão aparecem pela primeira vez no registro fóssil de A. afarensis posterior, cerca de 3 milhões de anos atrás (dedos encurtados em relação ao polegar e mudanças nas articulações entre o dedo indicador e o trapézio e o capitato).

## Anatomia

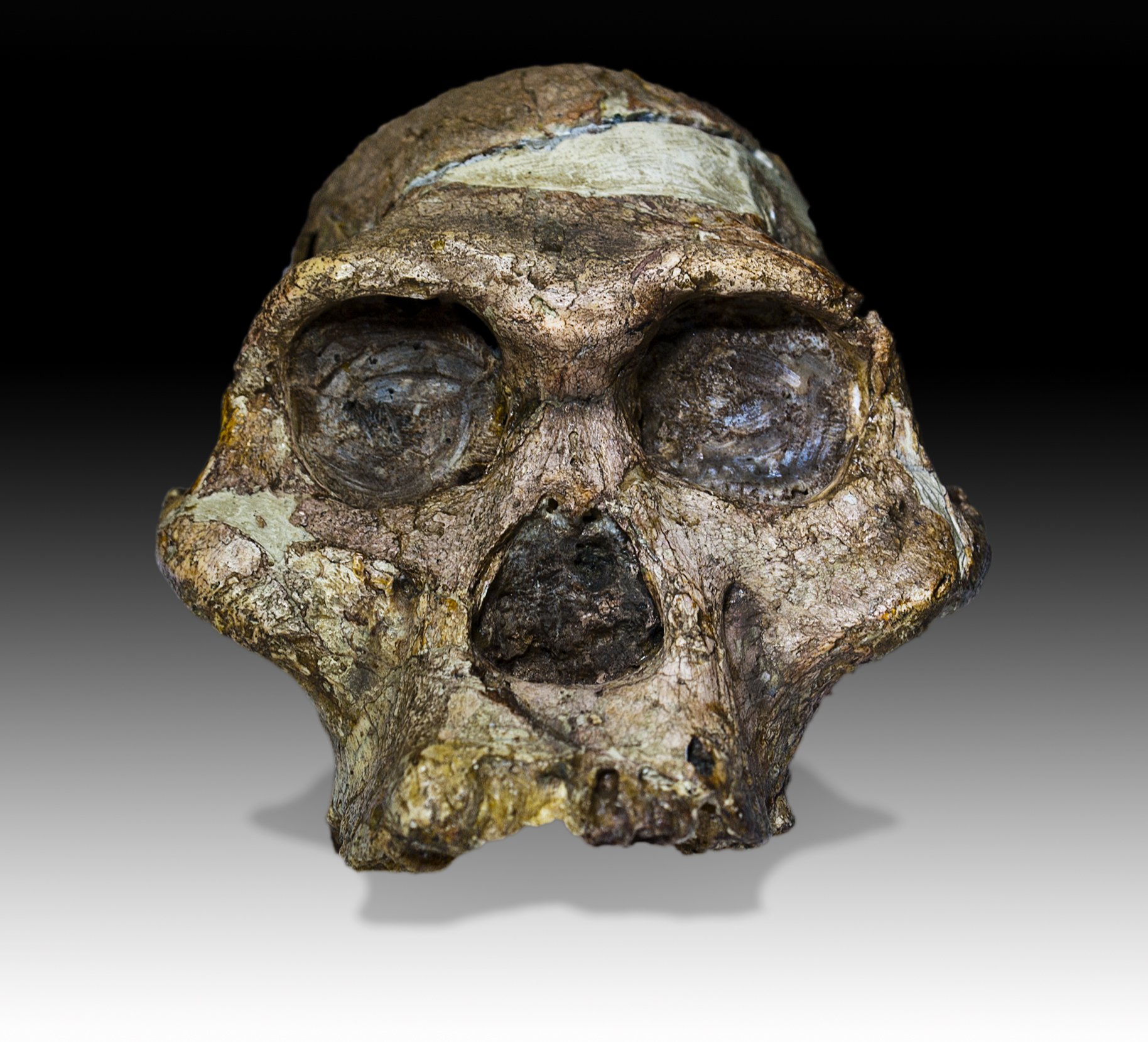
Crânio de um espécime de Australopithecus africanus, denominado Mrs. Ples.

### Crânio
O volume craniano dos Australopithecus varia entre as espécies conhecidas, de acordo com o período em que existiram. Em média, apresentavam cérebros com cerca de 35% do volume de um pertencente a um humano moderno, sendo que algumas espécies mais antigas se aproximavam mais ao volume craniano de chimpanzés, enquanto alguns espécimes mais tardios se aproximavam aos tamanhos observados em fósseis antigos do gênero Homo.

### Estrutura Corporal
As espécies de Australopithecus apresentam diferentes médias de tamanho, em geral eram pequenos com um notável dimorfismo sexual relacionado ao tamanho corpóreo. Os A. africanus, por exemplo, apresentavam uma média, entre os machos, de 138 cm de altura e uma massa corporal de 41 kg, enquanto as fêmeas apresentavam média de 30 kg e 115 cm de altura. Os A. afarensis, por sua vez, apresentavam proporções ligeiramente maiores, com machos possuindo, em média, 151 cm de altura.
Devido ao seu tamanho e às proporções dos membros, uma comparação foi traçada entre Australopithecus e Bonobos. Essa análise comparativa levou ao desenvolvimento de modelos para regulação térmica em Australopithecus, levando pesquisadores a crer que esses indivíduos eram, diferentemente de nós humanos, revestidos por pelos.
Outra característica importante desse grupo é o bipedalismo bem desenvolvido, embora o surgimento desse caráter anteceda o surgimento dos Australopithecus.

## Classificação
|  |

## Dieta e Comportamento
Dieta e comportamento são características de difícil inferência quando se estuda espécies já extintas, uma vez que nossas fontes de dados, na maioria das vezes, resumem-se a ossadas nem sempre tão bem preservadas e, no caso dos hominídeos, a fragmentos da cultura material que resistiram ao desgaste do tempo.[carece de fontes?]

### Dieta
No passado, acreditava-se que os Australopithecine ocupavam o nicho ecológico de predadores, sendo consumidores ativos da carne obtida da caça ou da carniça eventualmente encontrada. Entretanto, tal visão mudou devido às novas evidências que apontam para o fato de que esses ancestrais podem ter sido, na verdade, muito mais caça do que caçador, apresentando, portanto, uma dieta mais parecida com a dos chimpanzés, os quais se alimentam de carne apenas de forma oportunística, concentrando-se em recursos derivados de plantas.
Informações acerca da dieta de espécies extintas, incluindo os primeiros hominídeos, podem ser retiradas de diferentes fontes que nos garantem uma diversidade relevante de informação. Dentre essas possíveis fontes, estão: extração de fitólitos de plantas do cálculo dental (tártaro) dos fósseis, razões de isótopo de carbono estável, textura de micro desgaste dental, e morfologia da face e da boca.
Estudos acerca das características morfológicas da boca e da dentição dos fósseis de Australopithecus mostram que a maioria das espécies do gênero compartilham algumas características marcantes nessas estruturas. Algumas dessas características são: megadontia pós-canina extrema, incisivos e caninos pequenos, pré-molares com raízes molarizadas, molares inferiores com cúspulas acessórias, esmalte molar espesso, e mandíbula robusta. Esses traços permitem a inferência de que a comida ingerida por essas espécies necessitava de um maior processamento através dos dentes, sendo provável, portanto, que elas ocupassem um nicho vegetariano composto por plantas mais duras e/ou resistentes. Além disso, o pequeno tamanho dos caninos é mais uma evidência que corrobora a hipótese da baixa proporção de ingestão de carne.[carece de fontes?]
Uma das informações que os isótopos de carbono fornecem acerca dos fósseis é determinação da predominância de recursos C3 (árvores, arbustos, ervas, e pequenos animais que se se alimentam desse tipo de planta) ou C4 (maioria das gramíneas tropicais, juncos, e animais que se alimentam desse tipo de planta) na dieta do indivíduo analisado. Utilizando esse método, descobriu-se que os primeiros hominídeos, como Australopithecus, Paranthropus e os primeiros Homo, consumiam quantidades variáveis de alimentos C4, mas que essas quantidades eram, no geral, maiores do que as ingeridas por chimpanzés modernos, os quais consomem significativamente mais plantas C3 do que C4, mesmo quando estas estavam presentes em abundância. Isso indica que nesse quesito, provavelmente, esses hominídeos exploravam o ambiente de maneiras diferentes em comparação aos grandes símios viventes.

### Outros comportamentos
Acredita-se que, para a maioria dos primatas, é possível relacionar sua estrutura social com o grau de dimorfismo sexual que apresentam, ou seja, quanto maior a competição intrasexual, maior seria o dimorfismo sexual entre machos e fêmeas, por conta da seleção sexual aumentada. Dessa forma, um estudo sugere que Australopithecus afarensis teria experenciado níveis de seleção sexual semelhantes aos presentes no gênero Pan (chimpanzés) e, por isto, sua estrutura social poderia ser parecida, correspondendo a grupos multi-machos e multi-fêmeas, nos quais cruzamentos ocorrem sem tanta monopolização de haréns pelos machos.

## Evolução e Sistemática

### Histórico de pesquisa
O primeiro fóssil  descoberto que foi classificado dentro gênero foi em Taung, África do sul, 1925 por  Raymon Dart. Nas duas décadas seguintes, foram encontrados poucos  espécimes, sendo que em 1950 todos eles (incluindo o encontrando em Taung), foram incluídos em um trabalho de Robert Broom, que apresentou a primeira tentativa de classificar taxonomicamente os mesmos. Apesar do trabalho apresentar problemas, foi apenas na década de 70 que houve descobertas significativas para contestar o trabalho de Bloom, sendo elas importantes para a caracterização do A. afarensis. Outro aspecto que dificultava uma classificação sistemática mais precisa é o fato de que, na época dos achados, ainda não se adotava uma sistemática precisa baseada em filogenia, como se faz hoje.

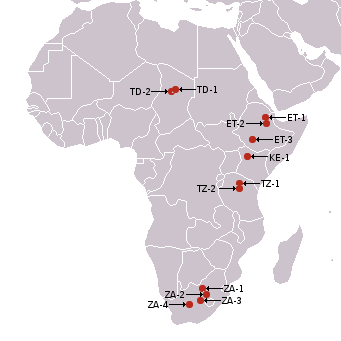
Locais onde foram descobertos fósseis de Australopithecus

### Distribuição geográfica
Os fósseis desses indivíduos foram todos encontrados no continente Africano. Desde a primeira descoberta, em Taung, África do sul, até uma das descobertas mais conhecidas da espécie (o fóssil chamado de “Lucy”, no Hadar, Tanzânia), os fósseis foram localizados em países como Malawi, Etiópia, Quênia e Chade, todos, portanto, pertencentes à África e bem dispersados pelo continente.[carece de fontes?]

### Sistemática e Filogenia
Apesar dos esforços da comunidade científica, a classificação de Australopithecus continua confusa e não resolvida. Ainda que algumas características sejam compartilhadas, esse grupo não possui características únicas (sinapomorfias) suficientes para a formação de um grupo natural (monofilético). Sendo assim, o gênero Australopithecus é um grupo parafilético, sendo identificado por características adaptativas únicas entre outros grupos de hominídeos (como cérebros de tamanho reduzido)
Apesar de algumas espécies serem bem definidas dentro do grupo, como A. africanus e A. Afarensis, algumas outras como Australopithecus boisei, Australopithecus aethiopicus e Australopithecus robustus são às vezes colocadas em outro gênero Paranthropus.
Embora sejam necessários mais estudos, a maioria dos pesquisadores concorda que algumas dessas espécies formariam o ancestral que provavelmente deu origem às espécies do gênero Homo.

## Uso de ferramentas

### Ferramentas simples

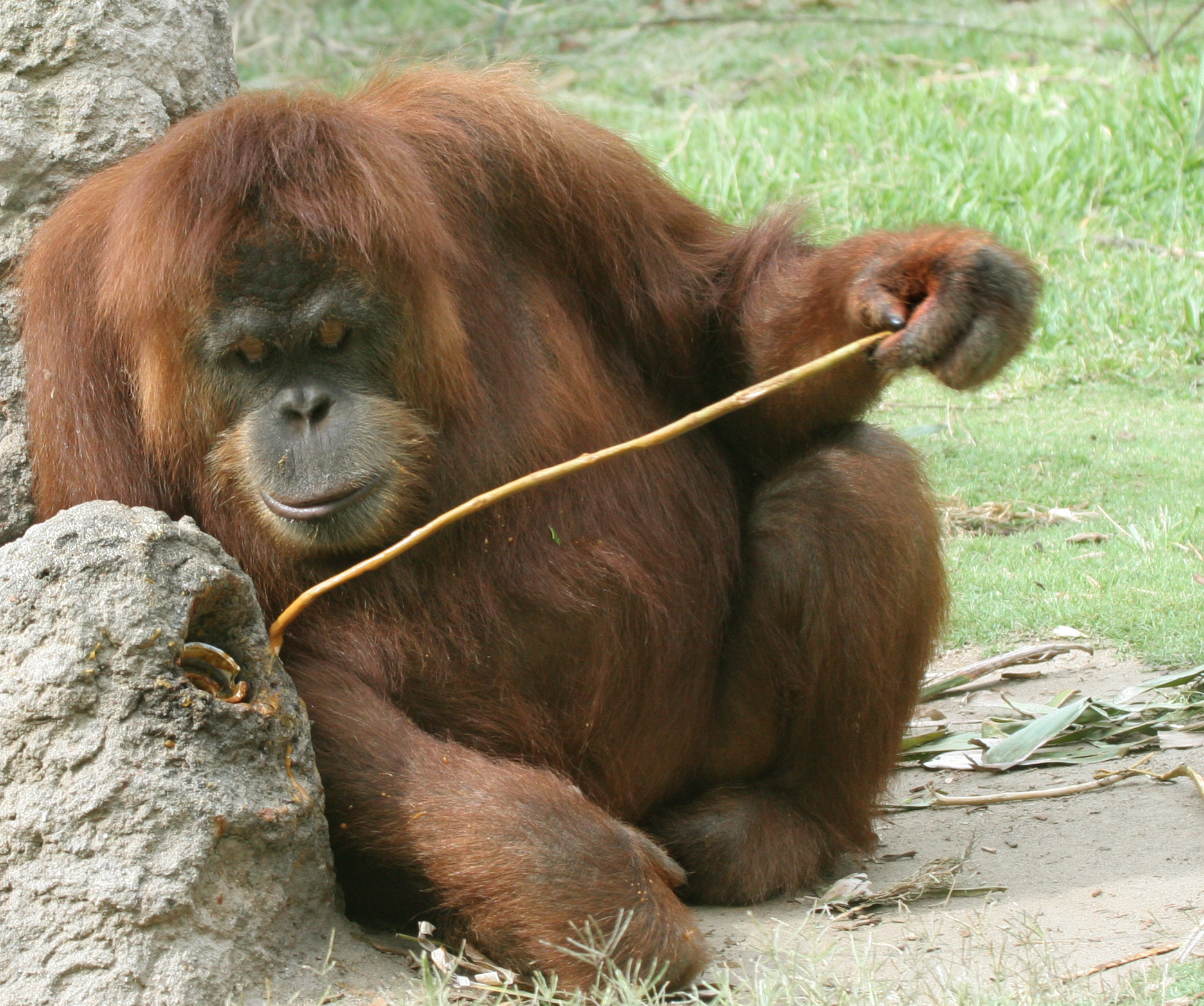
Orangotango utilizando graveto como ferramenta no Zoológico de San Diego. Provavelmente os Australopithecus também apresentavam esse tipo de comportamento.

Ao pensar em uso de ferramentas por hominíneos, é muito comum pensar em pedra lascada, porém existe uma série de outros materiais que podem ser utilizados como ferramentas. Como exemplos atuais, os macacos-prego utilizam pedras não lascadas para quebrar cocos e nozes, e os chimpanzés e orangotangos utilizam gravetos para retirar insetos de dentro do ninho. No entanto, essas ferramentas dificilmente se preservam no registro fóssil, já que materiais orgânicos se degradam rapidamente e com facilidade, e no caso da pedra, quando ela não é lascada, é difícil ter evidências de que foi utilizada como ferramenta. Sendo assim, não existe evidência de uso de ferramentas que não sejam de pedra lascada pelos Australopithecus, mas por comparação com espécies atuais de primatas, essa possibilidade é perfeitamente plausível.

### Primeiras pedras lascadas
Algumas espécies de Australopithecus têm sido recentemente creditadas como responsáveis pela confecção de ferramentas líticas, especialmente as mais antigas. O registro mais antigo de uso de ferramentas ocorreu em Dikika, Etiópia, onde foram encontrados ossos de ungulados, datando cerca de 3,4 milhões de anos, que foram considerados evidência para o uso de ferramentas por A. afarensis, a única espécie de hominíneo que viveu no local nesse período. Esses ossos possuíam marcas que poderiam ter sido feitas por meio de pedras lascadas, enquanto um indivíduo cortava a carne do animal, porém essa evidência não é muito aceita pela comunidade científica.
Já no caso de Lomekwi, no Quênia, foram encontradas pedras propositalmente lascadas, datando de 3,3 milhões de anos. Não se sabe ao certo qual espécie confeccionou essas ferramentas, porém sabe-se que o gênero Homo ainda não existia na época, sendo os australopitecíneos os prováveis responsáveis. O autor da descoberta reconhece a diferença entre essas ferramentas e as da Indústria Olduvaiense, propondo, então, o nome de Indústria Lomekwiense. Apesar de mais aceita que a primeira, essa evidência não é consenso no meio acadêmico, pois apesar de indiscutivelmente se tratarem de ferramentas confeccionadas propositalmente, há quem questione sua datação. Além disso, os registros são poucos, demonstrando que essa produção, se existia, era pequena e pouco frequente.

### Indústria Olduvaiense

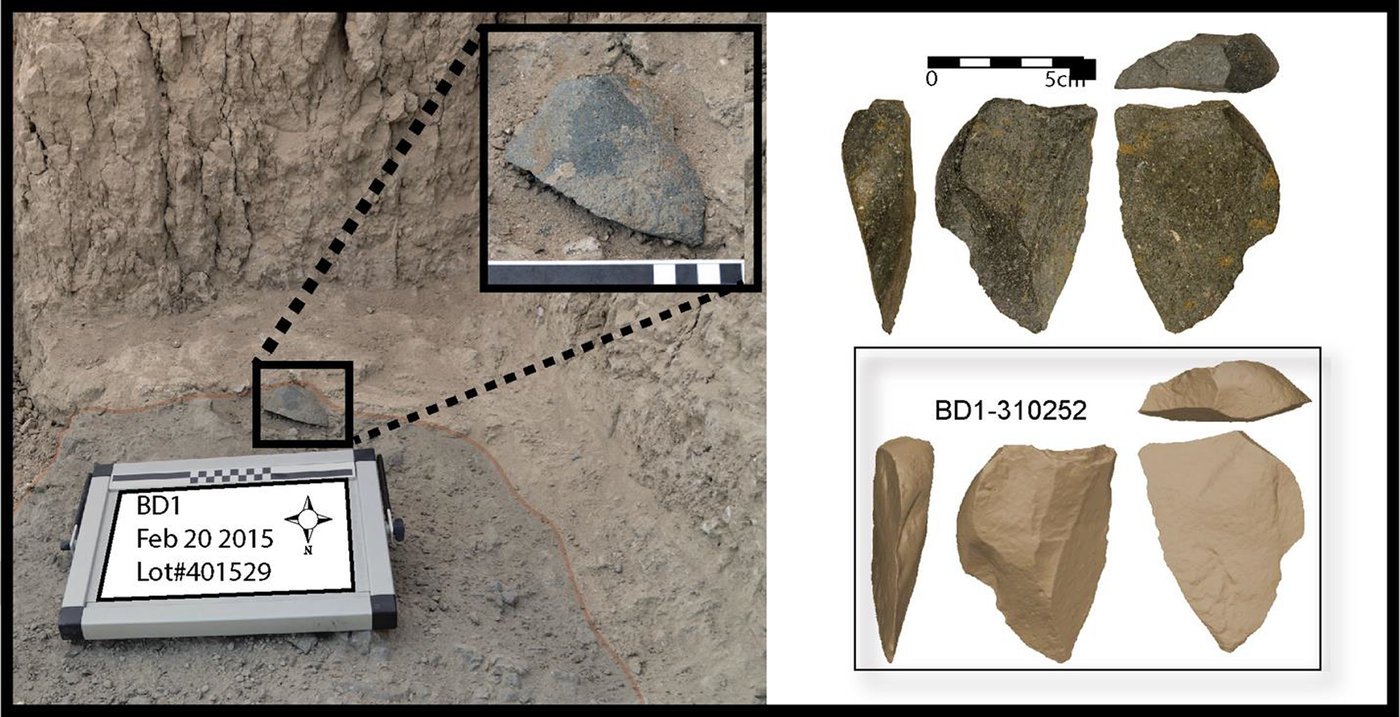
Ferramentas olduvaienses encontradas no sítio de Bokol Dora 1, Afar, Etiópia.

É só a partir de 2,6 milhões de anos atrás, após 700 mil anos de ausência de confecção de ferramentas no registro fóssil, que temos registros de uma produção sistemática e muito frequente de ferramentas de pedra lascada, por toda a extensão da África. Por muito tempo acreditou-se que os primeiros representantes do gênero Homo (H. habilis) haviam sido os responsáveis pela primeira confecção dessas ferramentas, porém evidências recentes têm colocado os Australopithecus como possíveis inventores dessa tecnologia, embora ainda hajam controvérsias.
Essa tecnologia ficou conhecida como Indústria Olduvaiense, e é caracterizada principalmente por simples lascas, obtidas a partir do choque entre duas pedras, um percutor e um núcleo. O percutor é a pedra mais dura, que se mantém inteira durante o processo, enquanto o núcleo sofre fraturas conchoidais, formando lascas que são utilizadas principalmente para cortar carnes e outros alimentos. Essas lascas eram usadas “cruas” ou moldadas em outras ferramentas, de forma que, de acordo com o formato dos núcleos e das lascas processadas, as ferramentas encontradas podem ser classificadas em discóides, poliedros, esferóides, talhadores, furadores, dentre outros, variando em sua raridade. Acredita-se que a maior parte dessa variedade de formatos de núcleos seja apenas subproduto da produção de lascas, embora essas ferramentas de núcleo também tenham algumas utilidades.
Existe muita variação no que concerne às ferramentas olduvaienses. Diferentes materiais e/ou formatos podem ser observados conforme analisamos sítios arqueológicos de locais e/ou períodos diferentes. Os materiais mais comumente utilizados para a produção dessas ferramentas eram quartzito e basalto, devido à maior facilidade que se tinha em retirar lascas rígidas e afiadas desses materiais.